# Болгаро-византийский договор (815/816)
Болгаро-византийский договор — заключённый в Константинополе зимой 815/816 года и рассчитанный на тридцать лет мирный договор между Болгарией хана Омуртага и Византией императора Льва V Армянина; соглашение завершило болгаро-византийскую войну 807—815 годов.

## Предыстория

Первое Болгарское царство при Круме

О заключении болгаро-византийского мирного договора зимой 815/816 года сообщается в трудах нескольких раннесредневековых византийских историков: в том числе, Игнатия Диакона, Продолжателя Феофана, Иосифа Генезия, Георгия Кедрина и Иоанна Зонары. Несколько статей договора известны из частично сохранившейся Сулейманкёйской надписи.
С 756 года Болгария и Византия неоднократно враждовали друг с другом. В 807 году, вскоре после восшествия на престол хана Крума, началась новая война, успех в которой по большей части сопутствовал болгарам: они захватили стратегически важный город Сердику (современная София) в 809 году, нанесли византийцам крупные поражения в битвах в Вырбишском ущелье в 811 году и при Версиникии в 813 году и тогда же взяли Адрианополь (современный Эдирне).
Однако из-за внезапной кончины Крума 13 апреля 814 года военные действия болгар стали малоуспешными. Предполагается, что после смерти хана в Болгарии началась борьба за власть, во время которой престолом один за другим владели два родственника Крума: Дукум и Диценг. Они продолжили войну с Византией, и только после них власть перешла к сыну Крума Омуртагу. Возможно, к этому же времени надо относить одержанную византийцами над болгарами победу в сражении при Месембрии.
Ещё при хане Круме и императоре Михаиле I Рангаве болгары безрезультатно пытались заключить с византийцами мир. Сразу же после получения власти Омуртаг также предложил заключить с византийцами перемирие, но оно было отвергнуто. Однако не позднее конца 815 года правители Болгарии и Византии начали новые переговоры: понимая, что их государства истощены многолетней войной, они оба проявили большую заинтересованность в заключении долгосрочного мирного договора.

## Болгаро-византийский договор

### Подписание договора
Зимой 815/816 года Омуртаг отправил в Константинополь посольство, уполномоченное от его имени заключить с императором Львом V Армянином мир. Торжественная церемония подписания рассчитанного на тридцать лет договора проходила в присутствии большого количества людей. По достигнутому сторонами соглашению, византийский император должен был подтвердить договор традиционными для болгар языческим клятвами, а послы Омуртага — клятвами по христианским обычаям на Библии. В своих трудах византийские авторы выказывали сильное возмущение подобными действиями императора. Они с негодованием описывали как «наихристианнейший» правитель выливал воду из чаши на землю, лично опрокидывал конские седла, трижды касался уздечки и поднимал комья земли высоко над головой. Льву V пришлось даже убивать собак в знак верности клятве. Такие обряды имели для болгар (и вообще тюркских народов) глубокое символическое значение: проливание воды напоминало о том, что нарушение клятвы приведёт к пролитию крови; опрокидывание седла — смерть для нарушителя от падения с лошади; уздечка должна свидетельствовать о крепости клятвы; клятва на земле — о том, что в стране нарушителя не останется даже травы. Упоминание же в клятвенных действиях императора меча и конского хвоста, возможно, свидетельствует о восприятии болгарами этих тотемов как своих государственных символов. По утверждению византийских историков, божественной карой за такое святотатство Льва V Армянина стали обрушившиеся на его подданных чума и землетрясения.

### Условия договора

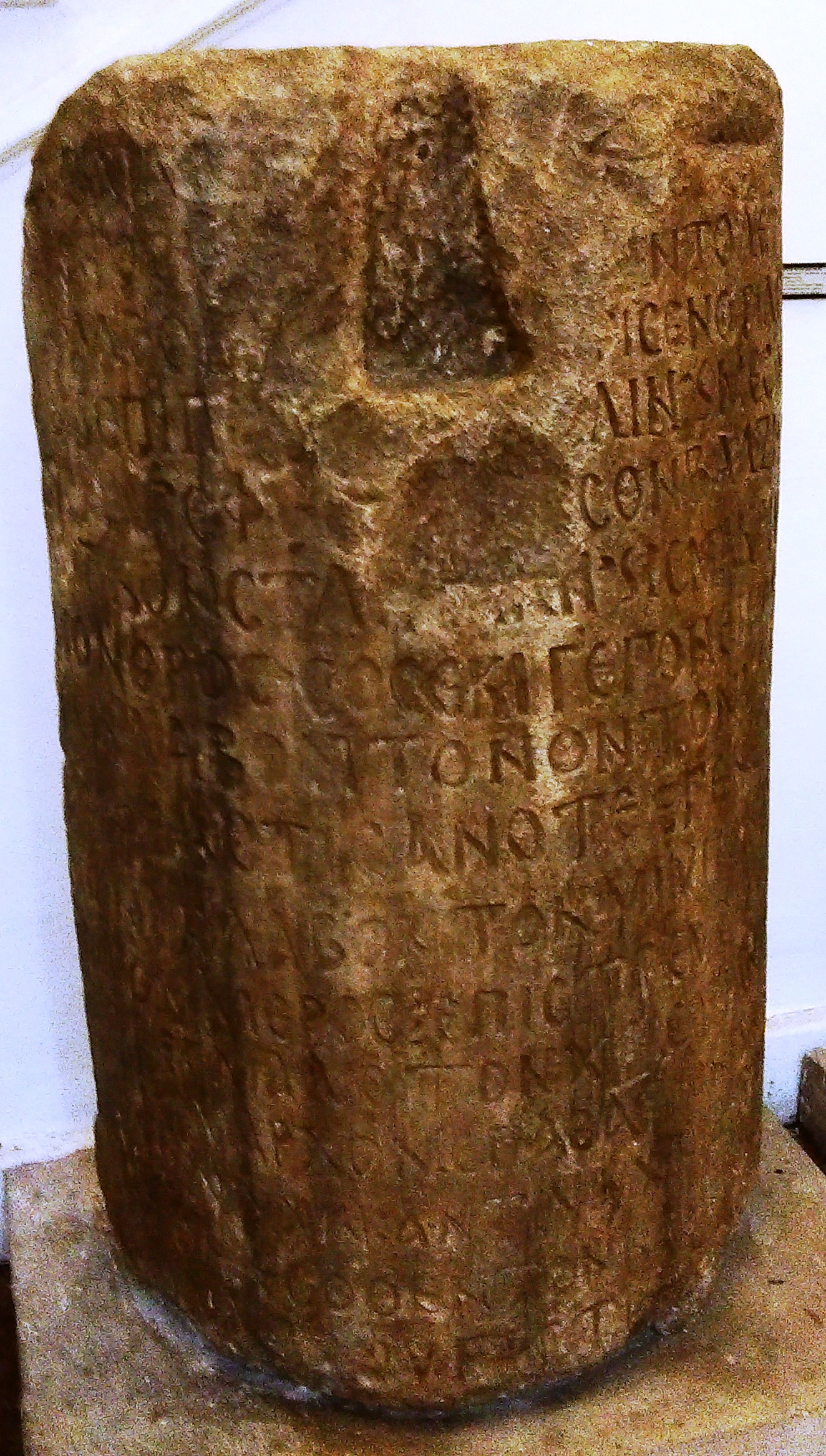
Стела с Сулейманкёйской надписью

Условия болгаро-византийского договора зимы 815/816 года в нарративных источниках не сохранились. Однако первые четыре из одиннадцати пунктов известны из грекоязычной надписи, сделанной на найденной в селении Сулейманкёй (современный Сечиште) сильно разрушенной каменной стеле. Предполагается, что этот артефакт вскоре после заключения договора был сделан по повелению Омуртага и первоначально находился в ханском дворце в тогдашней болгарской столице Плиске. Из сохранившихся семнадцати строк текста следует, что в них описывались только обязательства, взятые на себя Львом V Армянином. Включала ли Сулейманкёйская надпись и часть обязательную к выполнению Омуртагом — неизвестно.
В первой статье договора определялась граница между Болгарией и Византией. Её крайней восточной точкой был Дебелт на побережье Чёрного моря. Далее граница проходила по старым болгарским укреплениям Эркесии до верхнего течения реки Чобан Азмак (притока Тунджи). Оттуда достигала реки Марица к северу от Харманли и продолжалась на запад до современного села Узунджово. После этого граница шла до неидентифицированной горы, скорее всего, на одном из хребтов восточной части Родопских гор. Согласно надписи, граница проходила через эту гору, что историки считают свидетельством того, что окрестности Филиппополя (современный Пловдив) должны были перейти к Болгарии только через несколько лет, за которые византийские гарнизоны постепенно бы покинули этот район. Болгары сохранили несколько крепостей возле Адрианополя в качестве гарантии уступки Филиппополя, которые были возвращены Византии после того, как город перешел к болгарам при хане Маламире. Отсюда до Средна-Горы на своем западном краю граница совпадала со старой болгаро-византийской границей, установленной в 716 году договором Тервеля и Феодосия III.
Таким образом, Стара-Планина снова становились естественной границей между Болгарией и Византией. Первой статьёй договора было узаконено расширение Болгарии на юг и юго-восток. К владениям Омуртага присоединялась часть тех городов и селений во Фракии, которые были разрушены Крумом. Хотя приграничные крепости Анхиал, Дебелт, Филиппополь и Сердика оставались под властью византийского императора, они так и не были восстановлены и позднее перешли под контроль болгар. Однако византийцам удалось в значительной мере восстановить своё влияние в Славиниях, благодаря укреплению оставшихся в их власти городов Адрианополь и Месембрия. Неизменной относительно договора 716 года между Тервелем и Феодосием III осталась и болгаро-византийская граница к западу от Стара-Планины.
Во второй статье рассматривались вопросы владения ханом и императором жившими в их владениях славянами. Правитель болгар подтверждал право императора владеть теми из славянских племён, какие принадлежали Византии до войны. Исключение составляли те жившие на побережье Чёрного моря и во Фракии между Странджей и Родопскими горами славяне, земли которых перешли по договору к Болгарии. Византийцы обязывались вернуть тех в Болгарию, даже если они ранее не были подданными ханов. Возможно, или эти славяне сами бежали из своих селений в страхе за жизнь, или по приказу императора были насильственно депортированы во внутренние области Византии как потенциальные союзники болгар.
В третьей статье оговаривались условия обмена военнопленными. Устанавливалось, что византийцы должны были обменивать одного своего горожанина или селянина на одного находившегося у них болгарина. За каждого из пленных византийских воинов и крепостных стражей в придачу болгары должны были получать по два вола. За своих же военных высокого ранга (турмархов, спатариев и комитов) византийцы должны были платить одну или две номисмы в соответствии с занимавшимися теми должностями.
Четвёртая статья, от которой сохранилось только несколько слов, была посвящена судьбе перебежчиков высокого ранга (стратигов).

## Последствия

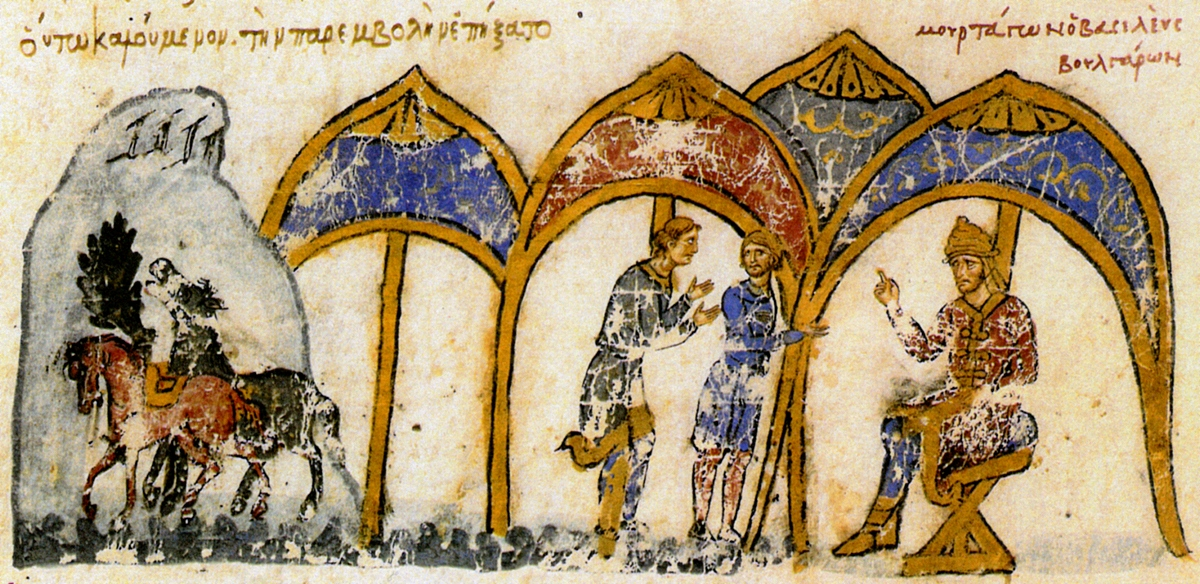
Омуртаг отправляет послов к Михаилу II.
Миниатюра из рукописи «Мадридский Скилица»

Хотя бо́льшую выгоду из Тридцатилетнего мира извлекла Болгарии, договор также был долгожданной передышкой для Византии, в которой после череды поражений и возрождения иконоборчества начались волнения и мятежи. С другой стороны, Болгария также столкнулась с религиозными проблемами, поскольку растущее число христиан настолько беспокоило Омуртага, что он должен был за симпатии к тем лишить старшего сына Енравоту права на престол. Болгарам также необходимо были восстановить серьезно пострадавшую от многолетней войны экономику, а также отстроить свою столицу Плиску, всё ещё лежавшую в руинах после разорения Никифором I в 811 году.
В точно неопределённую дату с 819 по 821 год включительно Омуртаг посылал своих приближённых (одним из них был Цок) в Константинополь для подтверждения Тридцатилетнего мирного договора. Кто был тогда правителем Византии — неизвестно: или ещё Лев V Армянин, или уже взошедший на престол 25 декабря 820 года Михаил II Травл. В этот раз правители Болгарии и Византии дополнительно договорились оказывать друг другу помощь в случае опасности. Во исполнение этого соглашения в 823 году Омуртаг освободил осаждённый Фомой Славянином Константинополь и разгромил войско восставших.